# Beni Hamiden
Beni Hamiden (în arabă بنى حميدان) este o comună din provincia Constantine, Algeria.
Populația comunei este de 9.397 de locuitori (2008).